# Francisco Barroso Filho
Dom Francisco Barroso Filho (Ouro Preto, 8 de março de 1928), é um bispo católico brasileiro, bispo-emérito de Oliveira, Minas Gerais.